# Eulenhütte
Die Eulenhütte war eine Glashütte, die in der ersten Hälfte des 16. Jahrhunderts im böhmischen Teil des Erzgebirges am Hofberg auf dem Gebiet des heutigen Dorfes Nové Hamry (deutsch Neuhammer) in der Nähe von Nejdek (Neudek) an der Rohlau angelegt wurde. Dort wurde das erste Kobaltglas des Erzgebirges hergestellt, und die Glashütte wurde daher auch als Ursprung der Blaufarbenwerke bezeichnet.

## Geschichte
1536 kaufte der Glasmacher Christoph Schürer, Sohn des Asmus Schürer aus Burkhardtsgrün, die damals schon bestehende Eulenhütte.
Wie erst 1770 veröffentlicht wurde, soll der Chronist Christian Lehmann (1611–1688) beschrieben haben, wie und wo Kobaltglas entdeckt worden sei. Demnach soll Christoph Schürer im Zeitraum zwischen den Jahren 1540 und 1560 erstmals die Blaufärbung von Glas mit Hilfe von Kobalterzen entdeckt haben:
„Christoph Schürer, ein Glasmacher von der Platten, zog nach Neudeck, auf die Eulen Hütte, und machte daselbsten Glas. Als er einsten zu Schneeberg gewesen, und schöngefärbten Cobalt liegen gesehen, nimt er etzliche Stücke mit anheim, probirts im Glas Ofen, und siehet, daß es schmeltzt, er thut Asche und anders darzu, was zum Glas gehöret, und macht ein schön blau Glas daraus.“
Es gibt Hinweise, dass schon vorher in Venedig und in Holland Kobaltglas hergestellt worden war, und es ist daher unklar, inwieweit Schürer sein Glas selbst entwickelte. Jedenfalls wurde Kobaltglas von nun an bis zum Beginn des Dreißigjährigen Krieges dauerhaft in der Eulenhütte produziert, wodurch sie einen bedeutenden Aufschwung erlebte. 1651 musste sie jedoch einem Hammerwerk weichen. Lediglich das zur Glashütte gehörige Gut mit dem Namen Eulenhof blieb bestehen; es bildete den Ausgangspunkt für die neue Hammerwerkssiedlung, die den Namen Neuhammer erhielt.
Später wurde das Gut in einen Meierhof umgewandelt. Im 19. Jahrhundert stand dort ein herrschaftliches Jägerhaus.

## Sonstiges
Von der Eulenhütte aus wurden mehrere andere Glashütten gegründet, so in Schwanenbrückl im Böhmerwald, in Reiditz im Isergebirge oder in Broumy bei Křivoklát. Seit dem letzten Viertel des 16. Jahrhunderts zählten diese Hütten auch zu den Zentren der Glas- und Emailmalerei, denn es wurden in ihnen verschiedene Trinkgefäße wie Becher, Zunftgläser, sogenannte Kurfürsten- und Mauritiushumpen, aber auch Wappenscheiben mit Emailmalerei verziert. 1592 wurde die Familie Schürer wegen ihrer Verdienste um die böhmische Glasindustrie in den Adelsstand erhoben und der Titel Schürer von Waldheim verliehen.